# Utter Madness
Utter Madness är ett samlingsalbum av det brittiska ska/popbandet Madness från 1986. Det är en fortsättning på det tidigare samlingsalbumet Complete Madness från 1982. Utter Madness innehåller sångerna från andra halvan av deras karriär.
Varken "I'll Compete" eller "Victoria Gardens" släpptes som singlar, även om det var planerat. "Victoria Gardens" kom till och med så långt som att bli remixad. "Seven Year Scratch" är en sammansättning av de flesta av Madness' 23 singlar. Den finns bara med på CD-utgåvan.

## Låtlista
1. "Our House" (Chas Smash, Christopher Foreman) – 3:13
2. "Driving in My Car" (Michael Barson) – 3:17
3. "Michael Caine" (Smash, Daniel Woodgate) – 3:32
4. "Wings of a Dove" (Graham McPherson, Smash) – 2:59
5. "Yesterday's Men" (McPherson, Foreman) 4:07
6. "Tomorrow's (Just Another Day)" (Smash, Barson) – 3:13
7. "I'll Compete" (Thompson, Woodgate) – 3:20
8. "(Waiting For) The Ghost Train" (McPherson) – 3:43
9. "Uncle Sam" (Thompson, Foreman) – 3:04
10. "The Sun and the Rain" (Barson) – 3:26
11. "Sweetest Girl" (Green) – 4:20
12. "One Better Day" (McPherson, Mark Bedford) – 4:01
13. "Victoria Gardens" (Smash, Barson) – 3:51
14. "Seven Year Scratch" (Madness) – 8:38